# Bonneviella extensa
Bonneviella extensa is een hydroïdpoliep uit de familie Bonneviellidae. De poliep komt uit het geslacht Bonneviella. Bonneviella extensa werd in 1960 voor het eerst wetenschappelijk beschreven door Naumov. 